# Марцін Камінський (футболіст)
Марцин Камінський (пол. Marcin Kamiński, нар. 15 січня 1992, Конін) — польський футболіст, центральний захисник клубу «Шальке 04».

## Клубна кар'єра
Вихованець юнацьких команд футбольних клубів «Гурник» (Конін) та «Лех».
У дорослому футболі дебютував 2009 року виступами за команду клубу «Лех», кольори якого він захищав до 2016 року. 
Перед сезоном 2016–17 Марцин перейшов до «Штутгарта». 5 березня 2018 він продовжив контракт зі «Штутгартом» до червня 2021 року.
24 серпня 2018 Камінський на правах оренди перейшов до «Фортуни» (Дюссельдорф) до кінця сезону.

## Виступи за збірну
2009 року дебютував у складі юнацької збірної Польщі, взяв участь у 14 іграх на юнацькому рівні.
16 грудня 2011 року вийшов на поле у товариській грі національної збірної Польщі проти збірної Боснії і Герцеговини.
| Дата       | Місто      | Господарі | Результат | Гості                | Турнір           | Голи | Примітки |
| ---------- | ---------- | --------- | --------- | -------------------- | ---------------- | ---- | -------- |
| 16-12-2011 | Аксу       | Польща    | 1 – 0     | Боснія і Герцеговина | товариський матч | -    |          |
| 22-5-2012  | Клагенфурт | Польща    | 1 – 0     | Латвія               | товариський матч | -    | 64'      |
| 26-5-2012  | Клагенфурт | Польща    | 1 – 0     | Словаччина           | товариський матч | -    | 69'      |
| 15-11-2013 | Вроцлав    | Польща    | 0 – 2     | Словаччина           | товариський матч | -    |          |
| 23-3-2018  | Вроцлав    | Польща    | 0 – 1     | Нігерія              | товариський матч | -    |          |
| 11-9-2018  | Вроцлав    | Польща    | 1 – 1     | Ірландія             | товариський матч | -    |          |
| 15-11-2018 | Гданськ    | Польща    | 0 – 1     | Чехія                | товариський матч | -    |          |
| Усього     |            | Матчів    | 7         |                      | Голів            | 0    |          |

## Титули і досягнення
- Чемпіон Польщі (2):

«Лех»: 2009–10, 2014–15
- Володар Суперкубка Польщі (2):

«Лех»: 2009, 2015